# Associazione Calcio Siena 1957-1958
Questa voce raccoglie le informazioni riguardanti l'Associazione Calcio Siena nelle competizioni ufficiali della stagione 1957-1958.

## Rosa
| N. |                   | Ruolo | Calciatore                    |
| -- | ----------------- | ----- | ----------------------------- |
|    | Italia (bandiera) | P     | Francesco Bachi               |
|    | Italia (bandiera) | C     | Giancarlo Bellotti            |
|    | Italia (bandiera) | C     | Riziero Bigi                  |
|    | Italia (bandiera) | C     | Clemente Candiani             |
|    | Italia (bandiera) | A     | Armando Carta                 |
|    | Italia (bandiera) | A     | Natalino De Rossi             |
|    | Italia (bandiera) | C     | Secondo Donino                |
|    | Italia (bandiera) | A     | Giovanni Battista Fracassetti |
|    | Italia (bandiera) | A     | Renzo Merlin                  |
|    | Italia (bandiera) | P     | Silvio Morasso                |

| N. |                   | Ruolo | Calciatore          |
| -- | ----------------- | ----- | ------------------- |
|    | Italia (bandiera) | C     | Nazzareno Orlandoni |
|    | Italia (bandiera) | D     | Mario Pedemonte     |
|    | Italia (bandiera) | C     | Giuseppe Piazza     |
|    | Italia (bandiera) | D     | Luciano Pirazzini   |
|    | Italia (bandiera) | C     | Luigi Pisetta       |
|    | Italia (bandiera) | A     | Guerrino Rossi      |
|    | Italia (bandiera) | A     | Angelo Ruggeri      |
|    | Italia (bandiera) | A     | Renzo Tambani       |
|    | Italia (bandiera) | D     | Lauro Toneatto      |